# Ahoge

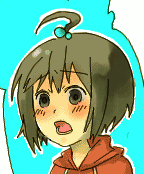
Ejemplo de ahōge.

Ahoge (あほげ, アホ毛?), literalmente "pelo absurdo" o "pelo tonto", es un elemento visual que se encuentra a menudo en el anime y manga japonés. Consiste en una línea gruesa de cabello con forma curva, comúnmente larga, que sobresale por la parte superior del resto del cabello del personaje, y que se utiliza con frecuencia para identificar personajes absurdos, tontos o divertidos, aunque no siempre tiene por qué ser así. Los ahoge, como también se le conoce a los personajes que poseen dicha característica, se les veía anteriormente en su mayoría en varios géneros aunque su uso se presenta principalmente en trabajos con contenido cómico y de forma mayoritaria en personajes femeninos. Los personajes masculinos con ahoge son poco frecuentes pero no desconocidos. Aunque esta característica se utiliza hace algún tiempo, el término ahoge se hizo popular con la serie Pani Poni Dash!, en donde el personaje Himeko Katagiri llevaba uno y poseía un rol importante en la historia.

## Personajes ahoge famosos
Algunos personajes ahoge famosos incluyen a:
- Fuyuki Hinata de Sargento Keroro
- Meliodas de Nanatsu no Taizai
- Rias Gremory y Asia Argento de High School DxD
- Mikaela Hyakuya de Owari no Seraph
- Yowane Haku de Vocaloid.
- La OS-Tan de Windows ME.
- Konata Izumi de Lucky☆Star.
- Koyomi Araragi de Monogatari  (serie).
- Saber de Fate/stay night.
- Shana de Shakugan no Shana.
- Junichirou Kagami de Denpa Kyoushi.
- Rufus Barma de Pandora Hearts.
- Weda de Jungle wa itsumo Hare nochi Guu.
- Edward Elric de Fullmetal Alchemist.
- Mitsune "Kitsune" Konno de Love Hina.
- Moka Akashiya de Rosario + Vampire.
- Sebastian Debeste/Yumihiko Ichiyanagi de Ace Attorney Investigations 2.
- Kazumi de Puella Magi Kazumi Magica.
- Last Order de To Aru Majutsu no Index.
- Takami Chika de Love Live! Sunshine!!.
- Luchia de Mermaid Melody: Pichi Pichi Pitch.
- Tomoki e Ikaros de Sora no Otoshimono.
- Sekai Saionji de School Days.
- Lala Satalin Deviluke de To Love-Ru.
- Piko Utatane y sf-a2 Miki de "Vocaloid".
- Io y Tsumiki de Acchi Kocchi.
- Nyaruko de Haiyore! Nyaruko-san.
- Todos los protagonistas de la franquicia Dangan Ronpa poseen uno.
- Clemont de Pokémon.
- Varios personajes de la serie Hetalia: Italia, Romano, Estados Unidos, Canadá, Austria, Corea del Sur, Taiwán, Grecia y Noruega.
- Sakurano Kurimu de Seitokai no Ichizon.
- Takanashi Rikka de Chuunibyou Demo Koi ga Shitai!.
- Haruna de Kore wa Zombie Desu ka?.
- Yamaguchi Tadashi y Sugawara Koushi de Haikyū!!.
- Sakura Kinomoto de Card Captor Sakura.
- Manami Sangaku de Yowamushi Pedal.
- Araragi Koyomi, sus hermanas y su madre; de Monogatari (serie).
- Chris Yukine de Senki Zesshō Symphogear.
- Sanji Vinsmoke de One Piece.
- Tanaka, Yomogi Tanaka y Mizuna Tanaka de Ueno-san wa Bukiyō.
- Run de A Channel.
- Hachiman Hikigaya de Oregairu
- Emma de Yakusoku no Neverland.
- Chocolat de Noucome.
- Itsuki Nakano de Go-Tōbun no Hanayome.
- Tanya von Degurechaff de Yōjo Senki
- Wiz de KonoSuba.
- Yokodera protagonista de Hentai ouji to warawanai neko
- Yuu de Yagate Kimi ni Naru
- Haru Onodera de Nisekoi.
- Kamui (antagonista) de Gintama
- Kiriya Nouzen (antagonista) de 86 Eighty-Six
- Sebu de Kindama.
- Kasane Teto de UTAU

Una curiosidad es que Bloom, de Winx Club poseía este mismo detalle en las temporadas iniciales, a pesar de ser un cartoon de origen italiano.
Otro detalle llamativo es que Chitoge Kirisaki, de Nisekoi, en el animé se usa su pañuelo atado al pelo como un ahoge. Lo mismo sucede con Ruka Sarashina de Rent-A-Girlfriend.
Algo curioso es que Shun Kazami de Bakugan presenta estos rasgos, sin embargo él al contrario es serio.
Otro personaje serio que tiene un ahoge es Goku Black de Dragon Ball Super, aunque el solo presenta esta característica cuando se transforma en Super Saiyajin.
Alhaitham, conocido como Alhacen en la traducción al español del juego Genshin Impact, también presenta esta característica, siendo un personaje muy serio y analítico. Pero dentro de los chistes y memes de la comunidad se sugiere el gag del ahoge de Alhaitham siendo usado por Kazuha como instrumento musical aerófono, precisamente como una hoja de árbol, de ese modo se señala que Alhaitham, es personaje de visión dendro (poder sobre las plantas).